# Johann Jochen Schmidt
Johann Jochen Michel Schmidt (* ~  18. September 1763 in Malchin, Mecklenburg-Schwerin; † 1842) war ein deutscher Orgelbauer in Malchin.

## Leben
Johann Schmidt war seit 1782 bei Paul Schmidt in Rostock, zunächst als Schüler, dann  als Geselle tätig. 1790 arbeitete er bei Johann Georg Stein jun. am Orgelneubau im Schweriner Dom und machte sich im folgenden Jahr in Malchin selbstständig. 1793 erhielt Schmidt das Mecklenburger Orgelbauerprivileg und heiratete.
Sein gleichnamiger Sohn Johann Jochen Schmidt (1798–1844) war als Gehilfe bei ihm tätig. Die letzten Arbeiten (1834) könnten von ihm sein.

## Werke (Auswahl)

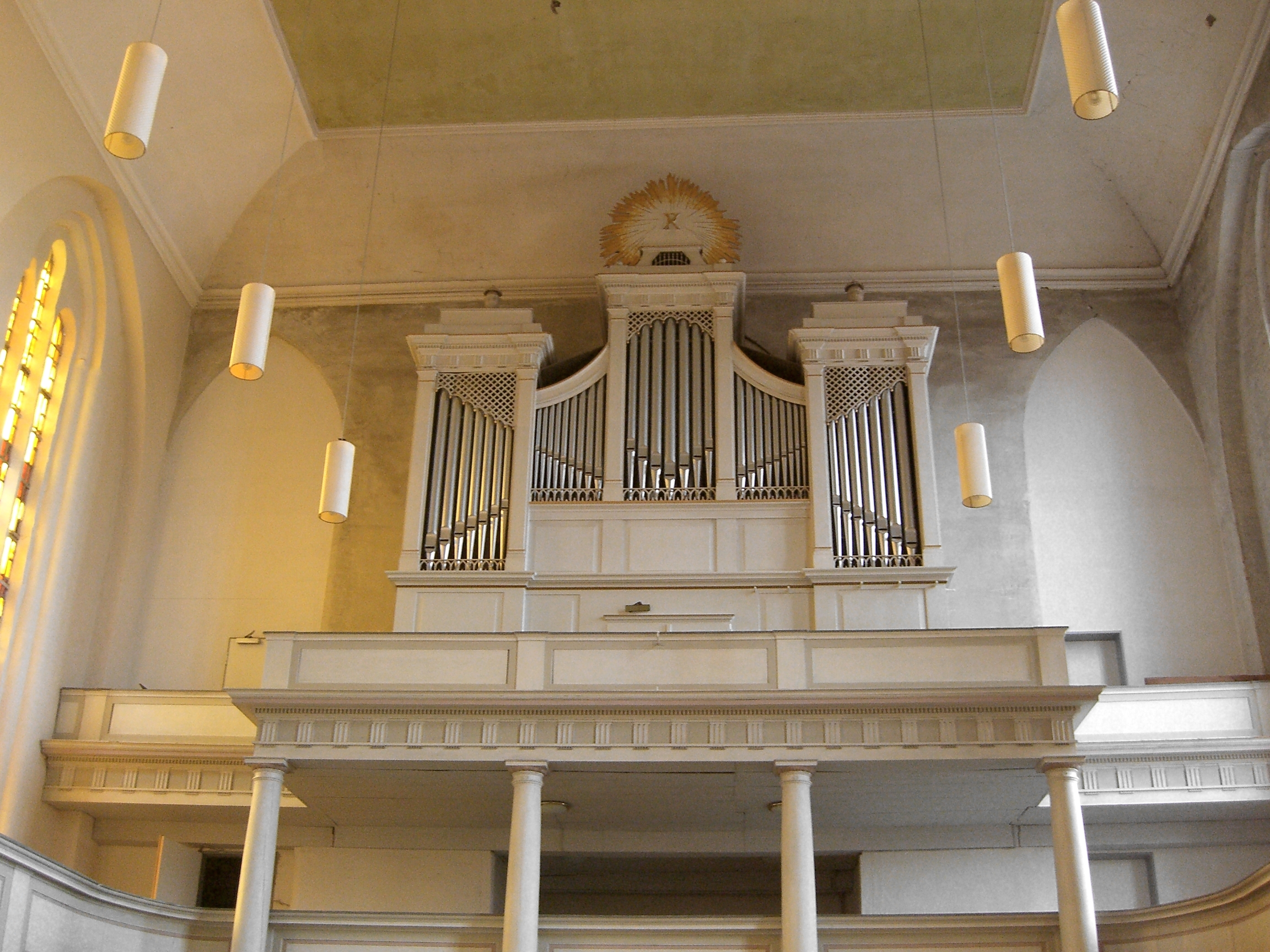
Orgel der Marienkirche Waren

Johann Joachim Schmidt baute einige Orgeln in Mecklenburg und führte Reparaturen und weitere Arbeiten aus.
Orgelneubauten
- 1790 Bülow, Fertigstellung der Orgel von Paul Schmidt
- 1818–1820 Waren, Marienkirche
- 1820 Röbel, St. Marien
- 1828 Gielow, Dorfkirche, 1898 ersetzt durch Friese
- 1834 Groß Tessin[1]

Weitere Arbeiten
- 1794 Wittenburg, Stadtkirche, Reparaturen
- 1797 Malchin, St. Johannis, Reparaturen
- 1798 Basedow, Dorfkirche, Orgelgutachten
- 1825 Jördenstorf, Dorfkirche, Reparaturen

## Weblink
- Johann Jochen Schmidt Orgelmuseum Malchow